# Rebecca Ferguson (cântăreață)
Rebecca Caroline Ferguson (n. 21 iulie 1986, Liverpool) este o cantautoare britanică, ce a devenit cunoscută publicului larg, în urma celui de-al șaptelea sezon al concursului de talente X Factor, varianta din Marea Britanie. Ea a încheiat concursul pe locul secund, în spatele marelui câștigător, Matt Cardle. La 20 noiembrie 2011, lansează melodia de debut, "Nothing`s Real But Love", iar șase zile mai târziu accede în UK Singles Chart pe locul al zecelea. Albumul său de debut, "Heaven", a fost lansat la cinci decembrie 2011 în Marea Britanie, iar în Statele Unite urmând să fie lansat la 29 mai 2012.

## Biografie

### Începuturi
Rebbeca s-a născut în Anfield, Liverpool. În anul 2003, în cadrul unei vacanțe în Tenerife, artista îl întâlnește pe Karl Dures, un zidar de care se îndrăgostește, iar în urma acestei relații apar cei doi copii ai cuplului, Lillie May și Karl. Cei doi se despart în 2009, dar rămân în relații bune. Perioada în care a concurat la X Factor a fost una destul de dificilă pentru cântăreață, deoarece cei doi copii ai săi i-au lipsit foarte mult, cu această ocazie organizatorii concursului muzical oferindu-i la fiecare două săptămâni o excursie la Liverpool pentru a-i vedea. 

### 2010 – Perioada X Factor
În trecut, Rebecca mai participase la X Factor-ul britanic, dar și la emisiunea P.Diddy`s Starmaker în New York, dar fără succes de fiecare dată. În cadrul audițiilor, a cântat piesa "A Change Is Gonna Come", iar la tabăra de pregătire "Like A Star", prestație ce l-a făcut pe Simon Cowell să spună că "asta e o voce de înregistrat! ". După ce a trecut și de cea de-a treia fază a concursului, intitulată "Acasă la juriu", Rebecca s-a calificat pentru show-urile live unde, de-a lungul celor zece săptămâni  a uimit pe toată lumea cu vocea sa unică. Deși a fost aplaudată în picioare de către toți jurații pe parcursul galelor, artista din Liverpool s-a clasat pe locul doi la finalul competitiei, devenind prima femeie din istoria X Factor care se clasează pe această poziție. După finală, ea a semnat un contract cu casa de discuri Syco Music.

### Perioada "Heaven" și succesul internațional (2011 — prezent)
După ce s-a încheiat perioada X Factor, Rebecca a avut o relație cu Zayn Malik, unul dintre membrii formației One Direction. Relația lor a fost destul de controversată, deoarece ea era mai în vârstă decât el cu șase ani. Între ei, totul s-a încheiat după patru luni.
În ianuarie 2011 semnează un acord între casa ei de discuri, Syco și Epic Records. Șase luni mai târziu, devine imaginea chips-urilor Sunbites. În noimebrie, pe 20, își lansează single-ul de debut care a fost scris chiar de către ea și Eg White, în timp ce albumul este lansat după două săptămâni, adică pe cinci decembrie.
Vorbind despre albumul de debut, Rebecca a declarat: „Mi-a făcut mare plăcere să înregistrez acest album de-a lungul acestui an, așa că mă bucur că acum toți îl pot auzi. Mă simt ca și cum aș fi învățat o mulțime de lucruri despre mine, trecând de la stadiul de scriere al versurilor, punându-mi experiența pe hârtie și în melodii. Este un material de care sunt foarte mândră.”
„Nothing`s Real But The Love” a avut premiera la data de 17 octombrie 2011, la BBC Radio 1Xtra, iar în următoarea zi, Rebecca a anunțat primul ei turneu în Regatul Unit și Irlanda, ce conține 14 concerte între 20 februarie și 13 martie 2012.
Impresionat de munca artistei, Simon Cowell a declarat pe Twitter că este mândru de albumul Rebeccăi. „Sunt absolut fascinat de @RebeccaFMusic, de album și de performanța ei. Felicitări!”.

## Discografie
Albume
- Heaven (2011)
- Freedom (2013)
- Lady Sings the Blues (2015)

## Turnee
- The X Factor Live Tour (2011)
- Heaven Tour (2012)
- US Tour (2013)
- Freedom Tour (2014)
- Lady Sings the Blues Tour (2016)

## Premii și nominalizări
| An   | Associație                       | Categorie                      | Lucrare nominalizată      | Rezultat     |
| ---- | -------------------------------- | ------------------------------ | ------------------------- | ------------ |
| 2012 | Glamour Women of the Year Awards | UK Musician/Solo Artist        | Herself                   | Nominalizare |
| 2012 | MOBO Awards                      | Best Female                    | Herself                   | Nominalizare |
| 2012 | MOBO Awards                      | Best R&B/Soul Act              | Herself                   | Nominalizare |
| 2012 | MTV Europe Music Awards          | Best Push                      | Herself                   | Nominalizare |
| 2012 | Soul Train Music Awards          | Best International Performance | "Nothing's Real but Love" | Nominalizare |